# マデイスキー・スタジアム
セレクト・カー・リースィング・スタジアム (The Select Car Leasing Stadium) ことマデイスキー・スタジアム（Madejski Stadium）は、イングランド・バークシャー州レディングにあるスタジアム。

## 概要
レディングFCのそして2000年からはギネス・プレミアシップに所属するロンドン・アイリッシュのホームスタジアムとなっている。
過去には、1998/99シーズンの1シーズンだけだがリッチモンドFCもホームとして使用していた。
1998年にエルム・パークから移転。スタジアム名のマデイスキーとは、このスタジアムをホームとするレディングFCチェアマンのジョン・マデイスキーに因む。

## 入場者数

### 平均入場者数
- 2007-2008: 23,585人（プレミアリーグ）
- 2006-2007: 23,829人（プレミアリーグ）
- 2005-2006: 20,207人（チャンピオンシップ）
- 2004-2005: 17,169人（チャンピオンシップ）

### 最大入場者数
- 24,135人（プレミアリーグ）レディング v マンチェスター・ユナイテッド, 2008.1.19 at マデイスキー
- 33,042人（FAカップ 5回戦） レディング v ブレントフォード, 1927.2.19 at エルム・パーク

## ギャラリー

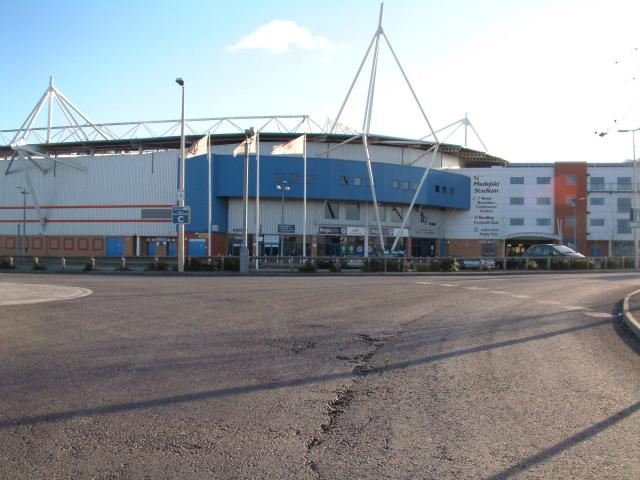